# 2008年2月7日日食
2008年2月7日日食是一次日環食，發生於2008年2月7日（西半球大多為2月6日）。新月當天（即朔日），地球上觀測到月球和太阳的角距離極小，此時月球如果恰好在月球交點附近，穿過太阳和地球之間，與地球、太阳接近一直線，則會出現日食。月球穿過太阳和地球之間，但距地球較遠，本影未能接觸地表，而使偽本影覆蓋的區域內看到月球的角直徑小於太陽，就形成日環食，同時在偽本影兩側數千公里的半影範圍內形成日偏食。此次日環食經過了南极洲南極半島和埃爾斯沃思地，日偏食則覆蓋了南极洲絕大部分區域和大洋洲西南部地區。

## 日食概況

### 出現區域
此次日環食發生時，月影偽本影在南極半島南部即將日落時最先接觸地球表面，隨後向南偏西方向移動，穿過埃爾斯沃思地的過程中移動方向又逐漸轉向西北，在罗斯海東北方向、埃爾斯沃思地海岸以北約930公里的洋面達到最大食分。此後偽本影又逐漸轉向東北移動，在日落時分結束於法屬玻里尼西亞南方群島最南端以南約2300公里的南太平洋洋面。環食帶覆蓋了美国的科學考察基地西南極冰蓋分區和俄罗斯的俄羅斯站，此外南极洲最高峰文森山也在環食帶內，可以看到日環食。
除了上述狹窄的環食帶內能看到日環食之外，月球半影覆蓋範圍內都能看到日偏食，包括除南極半島北部外的南极洲大部分地區、赫德島和麥克唐納群島、澳大利亚東南部、新西兰、新喀里多尼亞、瓦努阿图、所罗门群岛泰莫圖省、斐濟、東加、瓦利斯和富圖納、圖瓦盧、紐埃、萨摩亚群岛、托克劳、菲尼克斯群岛南部、库克群岛、法屬玻里尼西亞西部。
月球在其軌道上自西向東轉動，發生日食時，月球在地球表面的陰影也大多自西向東移動，而從地球上看，太阳的西側先被月球遮掩，然後逐漸向東。但此次日食發生在南半球的夏季，地軸南端向太阳方向傾斜，月球偽本影是從晨昏圈最南端附近的區域開始接觸地球的，因而環食帶在南极洲及其附近的一段，以及環食帶南极洲段附近被半影覆蓋、看到日偏食的區域內，月影在地表自東向西移動，地面上看到的太阳東側最先被月球遮掩。一般日食開始於晨線，結束於昏線，即在最先看到日食的地方，日食出現在日出時分，而此次日環食開始和結束均在昏線上，其中南极洲最先看到日環食的地方是夏季白晝很長的高緯度地區。此外，環食帶經過的南极洲和南太平洋洋面均沒有確定使用的时区，僅從地理位置上看，環食帶均位於國際日期變更線以東，日環食發生於2月6日。而對於日偏食區域，除南极洲無確定时区，其餘地區大部分位於國際日期變更線以西，在2月7日看到日偏食，剩下的部分在2月6日看到日偏食。

此次日環食過程中月影在地表移動的動畫

### 基本參數
- 類型：日環食
- 食甚中心處（位於南极洲埃爾斯沃思地海岸以北約930公里的南冰洋）資料：
  - 時間：2008年2月7日3:55:05.0
  - 地點：67°34.6′S 150°30.1′W / 67.5767°S 150.5017°W
  - 食分：0.9650（環食帶內最大）
  - 偽本影寬度：444.4公里
  - 日環食持續時間：2分11.7秒
- 環食最長處資料：
  - 時間：2008年2月7日3:23:58
  - 地點：72°57′S 72°32′W / 72.950°S 72.533°W
  - 偽本影寬度：581.3公里
  - 日環食持續時間：2分14.1秒（環食帶內最長）[7]

## 觀測

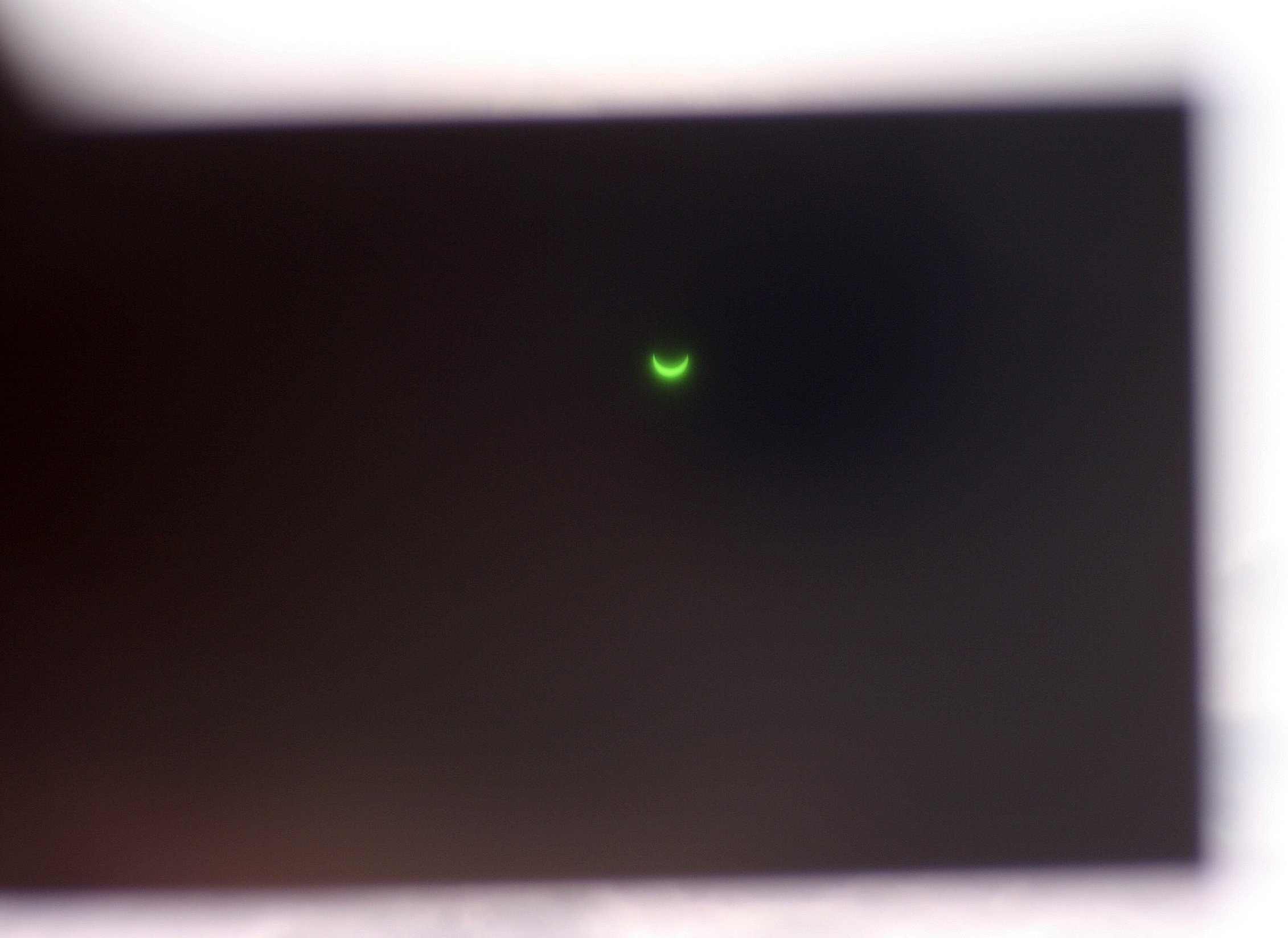
南極洲麥克默多站的日偏食

本次日環食出現的陸地均在南极洲。其中覆蓋了南极洲最高峰文森山，前往南极洲的人之中，有兩人登上該峰看到了日環食。日食前後，當地頻繁出現惡劣天氣，然而日食當天儘管颳着大風，大部分天空都很晴朗。

## 相關的日食

### 2008-2011年的日食
月球交替位於相對的月球交點時，以半個交點年（食年），即約177天又4小時間隔出現下列日食。
| 日食列表  |           |           |           |           |           |           |           |           |           |           |           |
| 1997-2000 | 2000-2003 | 2004-2007 | 2008-2011 | 2011-2014 | 2015-2018 | 2018-2021 | 2022-2025 | 2026-2029 | 2029-2032 | 2033-2036 | 2036-2039 |

| 升交點                                                         | 升交點                  |                                  | 降交點                  | 降交點 |
| 沙羅周期                                                       | 地圖                    | 沙羅周期                         | 地圖                    |        |
| 121 新西兰基督城的日偏食                                       | 2008年2月7日 環食       | 126 俄罗斯新西伯利亚的日全食     | 2008年8月1日 全食       |        |
| 131 印尼帕朗卡拉亞的日環食                                     | 2009年1月26日 環食      | 136 孟加拉国古里格拉姆县的日全食 | 2009年7月22日 全食      |        |
| 141 中非共和國班基的日環食                                     | 2010年1月15日 環食      | 146 法屬玻里尼西亞豪環礁的日全食 | 2010年7月11日 全食      |        |
| 151 奥地利維也納的日偏食                                       | 2011年1月4日 偏食（北） | 156                              | 2011年7月1日 偏食（南） |        |
| 註：2011年6月1日和2011年11月25日的日偏食屬於下一組交點年系列。 |                         |                                  |                         |        |

### 沙羅周期
沙羅周期長度為18年11天。本次日食屬於沙羅周期121，共包含71次日食，依次為944年4月25日至1052年6月29日的7次日偏食、1070年7月10日至1809年10月9日的42次日全食、1827年10月20日至1845年10月30日的2次全環食（亦稱混合食）、1863年11月11日至2044年2月28日的11次日環食、2062年3月11日至2206年6月7日的9次日偏食，總共歷時1262.11年。其中最長的全食發生於1629年6月21日，共持續了6分20秒。
下表列舉了1901年至2100年間發生的屬於該周期的日食，是第55至65次：
| 55             | 56             | 57            |
| -------------- | -------------- | ------------- |
| 1917年12月14日 | 1935年12月25日 | 1954年1月5日  |
| 58             | 59             | 60            |
| 1972年1月16日  | 1990年1月26日  | 2008年2月7日  |
| 61             | 62             | 63            |
| 2026年2月17日  | 2044年2月28日  | 2062年3月11日 |
| 64             | 65             |               |
| 2080年3月21日  | 2098年4月1日   |               |

## 資料來源
1. ↑  樊忠玉. . 中国天文科普网.   [2016-01-14]. （原始内容存档于2014-09-17）.
2. 1 2  Fred Espenak.  (PDF). NASA Eclipse Web Site.   [2016-01-14]. （原始内容存档 (PDF)于2020-10-17）.（英文）
3. ↑  Fred Espenak. . NASA Eclipse Web Site.   [2016-01-14]. （原始内容存档于2020-10-24）.（英文）
4. ↑  Xavier M. Jubier. .   [2016-01-14]. （原始内容存档于2018-02-01）.（法文）（英文）
5. ↑  Fred Espenak. . NASA Eclipse Web Site.   [2016-01-14]. （原始内容存档于2008-08-08）.（英文）
6. ↑  Fred Espenak. . NASA Eclipse Web Site.   [2016-01-14]. （原始内容存档于2020-10-16）.（英文）
7. ↑  Fred Espenak. . NASA Eclipse Web Site.   [2016-01-14]. （原始内容存档于2020-10-28）.（英文）
8. ↑  Xavier M. Jubier. .   [2016-01-14]. （原始内容存档于2016-02-11）.（法文）（英文）
9. ↑  Fred Espenak. . NASA Eclipse Web Site.（英文）

## 外部連結
- NASA日食專頁（页面存档备份，存于）（英文）
- 可見區域圖和時間統計：由弗雷德·埃斯佩纳克做出的日食預報，NASA/GSFC
  - Google互動地圖呈現的日食範圍
  - 貝塞爾元素
- Google地圖顯示的日環食和日偏食範圍（页面存档备份，存于）（法文）（英文）
- 世界多地的日偏食照片（页面存档备份，存于）

| \| \| 日食 \|                             |                             |                                          |
| 上一次日食： 2007年9月11日日食 （日偏食） | 2008年2月7日日食 （日環食） | 下一次日食： 2008年8月1日日食 （日全食） |
| 上一次日環食： 2006年9月22日日食          | 2008年2月7日日食 （日環食） | 下一次日環食： 2009年1月26日日食         |
|                                           | 日食                        |                                          |